# انتفاضة كراكوف
انتفاضة كراكوف (بالبولندية: Powstanie krakowskie) هي انتفاضة اندلعت في شهر فبراير من عام 1846، بقيادة متمردين بولنديين مثل جان تيسوفسكي وإدوارد دمبوفسكي، لمحاولة الحث على القتال من أجل الحصول على الاستقلال الوطني. تركزت الانتفاضة في مدينة كراكوف، التي كانت عاصمة الدولة الصغيرة المدعوة «مدينة كراكوف الحرة». كان هدف الانتفاضة هو القوى التي قسّمت بولندا، ولا سيما الإمبراطورية النمساوية المجاورة. استمرت الانتفاضة نحو تسعة أيام، قبل أن تنتصر النمسا في نهاية المطاف.

## تاريخها
كانت الانتفاضة في أساسها من تنظيم ودعم أفراد طبقة نبلاء بولندا وطبقتها المتوسطة، الذين كانوا يرغبون في استعادة الاستقلال البولندي بعد الانقسام الذي حصل للبلد في عام 1795، وأنهى وجودها بوصفها دولة ذات سيادة؛ وإلى جانب ذلك، كان هناك أيضًا دعم لعديد من الإصلاحات السياسية والاجتماعية (مثل مطالب تحرير القرويين ووضع حد للقنانة). كان عديد من أفكار المتمردين قد تشكّل في المنفى، على يد نشطاء من منظمات من قبيل: الجمعية الديمقراطية البولندية. كان المخطط في البداية أن تقوم الانتفاضة في أماكن أخرى، لكن سوء التنسيق وحملة الاعتقالات التي شنّتها السلطات قوّضا عديدًا من الخلايا الأخرى، ولا سيما في بولندا الكبرى. كان يَدعم الانتفاضة أيضًا بعض القرويين المحليين الذين كانوا في المدينة الحرة، وعمال منجم فياليتشكا الملحي. كانت مدينة كراكوف الحرة –ذات الاستقلال الاسمي فقط– مقرًّا مركزيًّا للنشطاء المطالبين باستقلال بولندا، يتناقشون فيه في خططهم.
بدأت الانتفاضة في ليلة يوم 20 فبراير. كانت الانتفاضة ناجحة على المدى القصير، فقد استولت لفترة وجيزة على مدينة كراكوف. في مواجهة المظاهرات والحواجز وأعمال الشغب، سرعان ما تراجعت قوة نمساوية صغيرة كانت في المدينة تحت قيادة الجنرال لودفيج كولين. ثم في يوم 22 فبراير تشكلت حكومة مؤقتة. في ذلك اليوم أصدرت تلك الحكومة بيانًا راديكاليًّا أطلقت عليه اسم «بيان الأمة البولندية»، وفيه أمرت بإنهاء عديد من عناصر القنانة، مثل السخرة (corvée)، وأعلنت حق الاقتراع العام، وأفكارًا أخرى ثورية استوحتها من الثورة الفرنسية.
تركز أغلب الانتفاضة في مدينة كراكوف الحرة، وكان من ضمن قادتها: ميخائيل ويسنيوسكي الذي كان أستاذ فلسفة في جامعة ياغيلونيا، وجان تيسوفسكي الذي كان محاضرًا ومحاميًا، وأعلن نفسه دكتاتورًا في يوم 24 فبراير (كان مِن مَن يَدعم تيسوفسكي: إدوارد دمبوفسكي الديمقراطي الراديكالي، بوصفه سكرتيرًا لتيسوفسكي، وقد قيل إنه كان هو القائد الحقيقي للحكومة الثورية). في يوم 27 سبتمبر نشب صراع على السلطة، وبعد أن فشل ويسنيوسكي في الاستحواذ على السلطة، نفاه تيسوفسكي وويسنيوسكي في غضون ساعات.